# Biserica ortodoxă română „Sfântul Teodor Tiron” din Coștei
Biserica „Sfântul Teodor Tiron” din Coștei (în sârbă Румунска православна црква Светог Теодора Тирона у Куштиљу, cu alfabetul latin: Rumunska pravoslavna crkva Svetog Teodora Tirona u Kuštilju) este o biserică ortodoxă românească situată în satul Kuštilj din comuna Vârșeț (Serbia), în districtul Banatul de Sud din provincia autonomă Voivodina. Ea aparține canonic Episcopiei Daciei Felix a Bisericii Ortodoxe Române și se află pe lista monumentelor culturale de importanță mare ale Republicii Serbia (ID nr. SK 1435).

## Istoric
Satul Coștei este situat aproximativ 20 km sud-est de Vârșeț, de-a lungul graniței dintre Serbia și România. În cursul timpului aici au existat mai multe lăcașuri de cult ortodoxe: mai întâi o biserică din lemn, construită în 1735, care a fost donată în 1778 comunei Petrila, o biserică de piatră, înălțată în 1767 în centrul satului și sfințită în 1779, și a treia biserică, cea actuală.
Actuala biserică românească din satul Coștei a fost construită între anii 1928-1940 cu banii donați de credincioșii ortodocși români și cu fondurile obținute prin vânzarea a 40 de iugăre de pământ arabil. În baza aprobării Consistoriului Eparhial din Caransebeș nr. 5276 E din 29 decembrie 1927, Comitetul parohial din Coștei a publicat la 14 ianuarie 1928 un anunț pentru organizarea la 18 februarie 1928 a licitației pentru construirea unei noi biserici, având ca preț de strigare suma de 989.590,55 dinari. În ciuda faptului că localnicii erau etnici români, a fost ales în mod neașteptat un proiect arhitectural în stil sârbo-bizantin. După adjudecarea licitației, biserica veche a fost demolată, iar în timpul zidirii noului lăcaș de cult slujbele religioase au fost oficiate în Casa de Cultură a localității. Construcția bisericii a durat 12 ani și a fost finalizată prin eforturile tinerilor preoți Octavian Trailovici și Ioan Jumanca, care, împreună cu preoții Octavian Păuța și Liviu Dee din Voivodinț, au oficiat la 12 iulie 1939 o slujbă de sfințire a celor două cruci de pe turlele bisericii. În cele din urmă, noul lăcaș de cult a fost sfințit la 14 ianuarie 1940 de preotul Cuzman Lăpădat, protopopul Vârșețului, în prezența unui număr mare de credincioși din satul Coștei și din împrejurimi.
Statul român a finanțat până la cel de-al Doilea Război Mondial atât școala românească mixtă cu 8 clase (până în 1941), cât și biserica românească din Coștei (până în 1945), în calitate de obiective culturale ale comunității românești din Serbia.
Biserica românească din Coștei a fost considerată monument cultural prin decizia nr. 01-533/1-70 din 23 iulie 1970 a Institutului Provincial pentru Protecția Monumentelor Culturale din Novi Sad. În baza acestor decizii, a fost inclusă la 30 decembrie 1997 pe lista monumentelor culturale de importanță excepțională ale Republicii Serbia (ID nr. SK 1435).
Lăcașul de cult nu a fost pictat în interior o lungă perioadă de timp, din motive de ordin financiar, pereții fiind zugrăviți în alb. În perioada 1974-1984 au fost efectuate o serie de lucrări de renovare interioară, iar, după încheierea lor, biserica din Coștei a fost sfințită la 21 octombrie 1984 de Timotei Lugojanul, episcop-vicar al Arhiepiscopiei Timișoarei și Caransebeșului, care fusese recent ales episcop al Aradului, Ienopolei și Hălmagiului.

## Arhitectură
Edificiul este o construcție monumentală în stil tradițional sârbesc, cu o singură navă prelungită spre est cu o absidă semicirculară a altarului, cu două transepturi laterale și cu o fațadă vestică dominată de două turnuri clopotniță. O cupolă masivă se înalță deasupra naosului. Policromia zidăriei din piatră și cărămidă amintește de stilul arhitecturii bizantine.

## Pictura bisericii
Iconostasul bisericii datează din a doua jumătate a sec. al XVIII-lea - începutul sec. al XIX-lea și provine probabil de la un lăcaș de cult mai vechi, deoarece nu corespunde mărimii spațiului interior al bisericii din Coștei. El este creația unui artist anonim și a fost conservat și restaurat în perioada 1978-1979.
Icoanele de pe iconostas au fost pictate în stil baroc timpuriu de un pictor bănățean. În baza analizei stilistice și a documentelor din arhiva bisericii specialiștii au presupus că autorul icoanelor este Gheorghe Diaconovici, fiul diaconului Vasile Alexievici și tatăl cărturarului bănățean Constantin Diaconovici Loga (1770-1850) și fondatorul școlii de pictură de la Srediștea Mare, una dintre cele mai vechi școli de pictură din Banat. Cele patru icoane ale tronurilor au un fundal pictat în albastru profund și conțin inscripții în limba română cu alfabet latin. În timpul demontării și montării iconostasului icoanele praznicelor împărătești s-au amestecat cu icoanele apostolilor. Pe tronul Maicii Domnului se află o icoană a Vizitei Sf. Fecioare Maria la Elisabeta, iar pe tronul episcopal este o icoană a Sf. Vasile cel Mare.

## Obiecte de patrimoniu
În patrimoniul bisericii se află obiecte de mobilier bisericesc și câteva documente vechi:
- un iconostas care datează din a doua jumătate a sec. al XVIII-lea - începutul sec. al XIX-lea și a fost pictat de zugravi bănățeni
- rapoarte școlare, circulare și corespondență din perioada 1891–1909, care conțin informații despre funcționarea școlilor românești din Vârșeț și Coștei, despre activitatea învățătorilor români (inclusiv a preotului Avram Corcea din Coștei), despre corul „Reuniunii de cetire și cântare” etc. (Arhiva parohială, doc. 52/1892, 68 și 463/1894, 1452/1896, 52/1898, 117/1899, 39/1900, 62 și 417/1901, 27/1902, 589/1903, 30/1906, 412/1909).
- o circulară din 22 mai 1896 a episcopului Nicolae Popea al Caransebeșului, care conține dispoziții privind funcționarea școlilor românești, inclusiv a celor de pe teritoriul protopopiatului Vârșeț (Arhiva parohială, doc. 73/1896).[3]